# Pontiac (municipalité régionale de comté)
Pour les articles homonymes, voir Pontiac.
 (janvier 2025).
Pontiac est une municipalité régionale de comté (MRC) de la région administrative québécoise de l'Outaouais, au Canada. Sa superficie est de 14 105 km2. Le chef-lieu de la MRC de Pontiac est Campbell's Bay. À ne pas confondre avec la municipalité de Pontiac, située dans la MRC Les Collines-de-l'Outaouais, au sud-est de la MRC Pontiac.
Sur le plan électoral, le territoire fait partie de la circonscription provinciale de Pontiac et de la circonscription fédérale de Pontiac.

## Géographie

### Entités territoriales
La MRC est constituée de 18 municipalités locales et d'un territoires non organisés.
| Nom                     | Statut                  | Population 2021 | Superficie (km2) | Densité (h/km2) | Ref. |
| ----------------------- | ----------------------- | --------------- | ---------------- | --------------- | ---- |
| Alleyn-et-Cawood        | Municipalité            | 229             | 325,3            | 0,7             |      |
| Bristol                 | Municipalité            | 1 120           | 235              | 4,77            |      |
| Bryson                  | Municipalité            | 646             | 3,7              | 174,59          |      |
| Campbell's Bay          | Municipalité            | 705             | 3,5              | 201,43          |      |
| Chichester              | Municipalité de canton  | 350             | 235,4            | 1,49            |      |
| Clarendon               | Municipalité            | 1 392           | 348,4            | 4               |      |
| Fort-Coulonge           | Municipalité de village | 1 312           | 3,2              | 410             |      |
| L'Isle-aux-Allumettes   | Municipalité            | 1 382           | 210,6            | 6,56            |      |
| L'Île-du-Grand-Calumet  | Municipalité            | 648             | 147,4            | 4,4             |      |
| Lac-Nilgaut             | Territoire non organisé | 5               | 9 070,65         | 0               |      |
| Litchfield              | Municipalité            | 500             | 214,1            | 2,34            |      |
| Mansfield-et-Pontefract | Municipalité            | 2 250           | 525,1            | 4,28            |      |
| Otter Lake              | Municipalité            | 1 041           | 493,59           | 2,11            |      |
| Portage-du-Fort         | Municipalité de village | 232             | 4,2              | 55,24           |      |
| Rapides-des-Joachims    | Municipalité            | 141             | 257,1            | 0,55            |      |
| Shawville               | Municipalité            | 1 668           | 5,4              | 308,89          |      |
| Sheenboro               | Municipalité            | 149             | 634              | 0,24            |      |
| Thorne                  | Municipalité            | 528             | 181,8            | 2,9             |      |
| Waltham                 | Municipalité            | 387             | 401,8            | 0,96            |      |
| Total                   | Total                   | 14 764          | 14 105,7         | 1,05            |      |

## Démographie
| 1842  | 1851  | 1861   | 1871   | 1881   | 1891   | 1901   | 1911   | 1921   |
| ----- | ----- | ------ | ------ | ------ | ------ | ------ | ------ | ------ |
| 1 540 | 7 633 | 13 257 | 15 037 | 19 939 | 21 407 | 22 261 | 23 317 | 19 854 |

| 1931   | 1941   | 1951   | 1961   | 1996   | 2001   | 2006   | 2011   | 2016   |
| ------ | ------ | ------ | ------ | ------ | ------ | ------ | ------ | ------ |
| 21 241 | 19 852 | 20 696 | 19 947 | 15 576 | 14 561 | 14 586 | 14 358 | 14 251 |

| 2021   | - | - | - | - | - | - | - | - |
| ------ | - | - | - | - | - | - | - | - |
| 14 764 | - | - | - | - | - | - | - | - |

## Toponymie
Le toponyme Pontiac provient de la prononciation anglaise du nom du chef des Outaouais de Détroit, Obwandiyag. En français, on le nommait Pondiak (ou Pondiag).
Le nom Pontiac a été attribué vers 1820 a un poste de traite aujourd'hui disparu, situé au pied des rapides des Chats, là où Joseph Mondion s'installe en 1786.
En 1853, le nom sera attribué au comté créé par la division du comté d'Ottawa puis à la municipalité de Pontiac, résultant de la fusion en 1975 de quatre municipalités : Onslow et Eardley créées en 1845 et 1846, de même que Quyon et Onslow-Partie-Sud érigées en 1875 et 1876, située dans la MRC Les Collines-de-l'Outaouais, située au sud-est de la MRC Pontiac.

## Éducation
- Commission scolaire des Hauts-Bois-de-l'Outaouais[2]
- Commission scolaire Western Québec

## Dépôts forestiers
Ce sont des sites que les barons de l'industrie forestière des XIXe et XXe siècles, les McLachlin, Usborne, Booth, Gillies, E.B. Eddy, maintenaient un peu partout sur le territoire pour répondre au besoin de leurs opérations forestières, surtout axés sur la récolte du pin blanc. Ces fermes comprenaient des logements, cuisine, écurie, garage, etc. 

## Sites autochtones
Les sites suivants du Pontiac ont été occupés par les populations autochtones comme lieu de rassemblement ou encore de  campement:
- Fort-Coulonge
- Rocher-à-l'Oiseau
- Lac de l'Indienne (lac de la Squaw)
- Lac St-Patrice
- Lac Jim
- Petites Allumettes (Fort-William)
- Rapides-des-Joachims
- Île du Grand-Calumet
- Chapeau
- Pointe Mondion, Des Chats, Pointe à l'indienne

## Sites touristiques
- Maison Bryson
- pont couvert Félix-Gabriel-Marchand
- Chutes Coulonge
- Parc Leslie
- Cycloparc PPJ
- Zec Saint-Patrice
- Zec Rapides-des-Joachims
- Zec Pontiac
- Pourvoiries

## Principalesrivières
- Outaouais
- Coulonge
- Coulonge Est
- Dumoine
- Dumont
- Noire
- Picanoc
- Quyon
- Schyan
- Corneille
- Forant
- Du Nord
- Orignal
- Poussière

## Principaux lacs
Le territoire du Pontiac possède plusieurs milliers de lacs dont les plus importants sont les suivants :
- des Allumettes
- Aumond
- Dix-Milles
- Bruce
- Bryson
- Coulonge
- des Chats
- Dumoine
- Duval
- Forant
- Galarneau
- Gillies
- Holden
- Jim
- Lamb
- Lynch
- McGillivray
- Nilgaut
- Saint-Patrice
- Sept-Milles
- lac Usborne

## Aires protégées
- Réserve écologique du Ruisseau-de-l'Indien
- Réserve écologique André-Linteau
- Réserve écologique de l'Aigle-à-Tête-Blanche
- Réserve écologique James-Little
- Réserve écologique de la Chênaie-des-Îles-Finlay
- Rivière Dumoine
- Forêt refuge du Mont-Martin
- Forêt refuge du Mont-de-Davidson
- Forêt refuge du Rocher-à-l’Oiseau
- Forêt refuge du Lac-à-la-Tortue
- Forêt ancienne de la Rivière-Poussière
- Forêt ancienne de la Rivière-Schyan

## Autres sites d'intérêt
- Chenal de la Culbute
- Chenal du Rocher-Fendu
- Grand-Marais
- Fraser Landing et la Grande et la Petite Presqu'îles
- Mont du Porc-Épic
- Mont Martin
- Mont O'Brien
- Nichabau